# Suzanne Cory
Suzanne Cory, sinh ngày 11 tháng 3 năm 1942 tại Melbourne là nhà sinh học người Úc và là chủ tịch Viện hàn lâm Khoa học Úc.

## Tiểu sử
Suzanne Cory đậu bằng cử nhân năm 1964, bằng thạc sĩ năm 1965 ở Đại học Melbourne, bằng tiến sĩ ở Đại học Cambridge (Anh), sau đó bà sang nghiên cứu sau tiến sĩ ở Đại học Genève (Thụy Sĩ). Năm 1972 bà làm phụ tá nghiên cứu ở "Viện nghiên cứu Y học Walter và Eliza Hall" (Walter and Eliza Hall Institute of Medical Research, viết tắt là WEHI) ở Parkville, bang Victoria. Bà làm giám đốc của Viện này từ năm 1996 tới ngày 30.6.2009. Từ năm 1993 tới 1996 bà làm giáo sư ở Đại học Melbourne.
Suzanne Cory được bầu làm chủ tịch Viện hàn lâm Khoa học Úc và là phụ nữ đầu tiên làm chủ tịch của viện này. Bà đã nhậm chức chủ tịch Viện hàn lâm này ngày 7.5.2010 cho một nhiệm kỳ 4 năm.

## Đời tư
Suzanne Cory kết hôn với giáo sư Jerry Adams, bạn đồng nghiệp ở "Viện nghiên cứu Y học Walter và Eliza Hall", người mà bà gặp khi học bằng tiến sĩ ở Đại học Cambridge. Họ có hai người con gái.

## Giải thưởng và Vinh dự
- 1986 Viện sĩ Viện hàn lâm Khoa học Úc[1]
- 1997 Viện sĩ nước ngoài Viện hàn lâm Khoa học quốc gia Hoa Kỳ
- 1998 Giải Charles S. Mott chung với Stanley J. Korsmeyer[2]
- 1998 Giải thưởng của Úc[3]
- 1999 Huân chương Úc hạng Companion
- 2001 Viện sĩ danh dự của Viện hàn lâm Khoa học và Nghệ thuật Hoa Kỳ[4]
- 2001 Giải L'Oréal-UNESCO cho phụ nữ trong khoa học[5]
- 2002 Royal Medal (Huy chương Hoàng gia)[6]
- 2002 Viện sĩ nước ngoài Viện Hàn lâm Khoa học Pháp[7]
- 2004 Viện sĩ Viện hàn lâm giáo hoàng về Khoa học[8]
- 2007 Hội viên thông tấn Tổ chức Sinh học phân tử châu Âu (European Molecular Biology Organization) (EMBO)
- 2009 Bắc Đẩu Bội tinh hạng Chevalier (do đại sứ Pháp ở Úc Michel Filhol trao tặng ngày 12.6.2009)
- 2011 Huy chương Colin Thomson của Association for International Cancer Research (Hiệp hội nghiên cứu Ung thư quốc tế).[9]
- 2011 một trường trung học bang Victoria được đặt tên là Suzanne Cory High School.[10]

## Tác phẩm
- Campbell, KJ, Bath ML, Turner MT, Vandenberg CJ, Bouillet P, Metcalf D, Scott CL, Cory S. Elevated Mcl-1 perturbs lymphopoiesis, promotes transformation of hematopoietic stem/progenitor cells and enhances drug-resistance. Blood 2010 Jul 14 [Epub ahead of print]
- Mason KD, Vandenberg CJ, Scott CL, Wei AH, Cory S, Huang DC, Roberts AW. In vivo efficacy of the Bcl-2 antagonist ABT-737 against aggressive Myc-driven lymphomas. Proc Natl Acad Sci U S A. 2008 Nov 18;105(46):17961-6 PMID 19004807 [PubMed - indexed for MEDLINE]
- Adams JM, Cory S. Bcl-2-regulated apoptosis: mechanism and therapeutic potential. Current Opinion in Immunology. 2007 Oct;19(5):488-96 PMID 17629468 [PubMed - indexed for MEDLINE]
- Adams JM, Cory S. The Bcl-2 Apoptotic switch in cancer development and therapy. Oncogene. 2007 Feb 26;26(9):1324-37 PMID 17322918 [PubMed - indexed for MEDLINE]
- van Delft MF, Wei AH, Mason KD, Vandenberg CJ, Chen L, Czabotar PE, Willis SN, Scott CL, Day CL, Cory S, Adams JM, Roberts AW, Huang DC. The BH3 mimetic ABT-737 targets selective Bcl-2 proteins and efficiently induces apoptosis via Bak/Bax if Mcl-1 is neutralized. Cancer Cell. 2006 Nov;10(5):389-99 PMID 17097561 [PubMed - indexed for MEDLINE]
- Cory S, Adams JM. Killing cancer cells by flipping the Bcl-2/Bax switch. Cancer Cell. 2005 Jul;8(1):5-6 PMID 16023593 [PubMed - indexed for MEDLINE]
- Smith DP, Bath ML, Harris AW, Cory S. T-cell lymphomas mask slower developing B-lymphoid and myeloid tumours in transgenic mice with broad haemopoietic expression of MYC. Oncogene. 2005 May 19;24(22):3544-53 PMID 15688022 [PubMed - indexed for MEDLINE]
- Egle A, Harris AW, Bouillet P, Cory S. Bim is a suppressor of Myc-induced mouse B cell leukemia.Proc Natl Acad Sci U S A. 2004 Apr 20;101(16):6164-9 PMID 15079075 [PubMed - indexed for MEDLINE]
- Egle A, Harris AW, Bath ML, O'Reilly L, Cory S. VavP-Bcl2 transgenic mice develop follicular lymphoma preceded by germinal center hyperplasia. Blood. 2004 Mar 15;103(6):2276-83 PMID 14630790 [PubMed - indexed for MEDLINE]
- Cory S, Huang DC, Adams JM. The Bcl-2 family: roles in cell survival and oncogenesis. Oncogene. 2003 Nov 24;22(53):8590-607 PMID 14634621 [PubMed - indexed for MEDLINE]